# Listă de filme fantastice din anii 2000
Aceasta este o listă de filme fantastice din anii 2000:
| 2000 • 2001 • 2002 • 2003 • 2004 • 2005 • 2006 • 2007 • 2008 • 2009 |                                              |                                                                                   | |                                                |
| Titlu | Regizor                                      | Actori                                                                            | Țara                                                                                                   | Note                                           |
| 2000 |                                              |                                                                                   | |                                                |
| The 10th Kingdom (Al zecelea regat) | David Carson, Herbert Wise                   | Kimberly Williams-Paisley, Scott Cohen, Daniel Lapaine                            | Statele Unite ale Americii                                                                             | fantastic de aventură                          |
| Wo hu cang long (Tigru și dragon) | Ang Lee                                      | Chow Yun-fat, Michelle Yeoh, Zhang Ziyi                                           | Taiwan                                                                                                 | istoric Wuxia fantastic                        |
| Digimon | Mamoru Hosoda, Shigeyasu Yamauchi            |                                                                                   | Japonia                                                                                                | Anime film                                     |
| Dungeons & Dragons (Puterea dragonilor) | Courtney Solomon                             | Justin Whalin, Marlon Wayans, Thora Birch                                         | Statele Unite ale Americii                                                                             | istoric fantastic de aventură                  |
| The Family Man | Brett Ratner                                 | Nicolas Cage, Téa Leoni, Don Cheadle                                              | Statele Unite ale Americii                                                                             | de dragoste fantastic drama                    |
| The Emperor's New Groove (Împăratul Vrăjit) | Mark Dindal                                  |                                                                                   | Statele Unite ale Americii                                                                             | animație/fantastic comedie                     |
| How the Grinch Stole Christmas (Cum a furat Grinch Crăciunul) | Ron Howard                                   | Jim Carrey, Jeffrey Tambor, Christine Baranski                                    | Statele Unite ale Americii                                                                             | fantastic comedie                              |
| Il Mare (Marea) | Lee Hyun-seung                               | Lee Jung-jae, Jun Ji-hyun                                                         | Coreea de Sud                                                                                          | de dragoste fantastic drama                    |
| The Legend of Bagger Vance (Misteriosul Bagger Vance) | Robert Redford                               | Will Smith, Matt Damon, Charlize Theron                                           | Statele Unite ale Americii                                                                             | Period fantastic drama                         |
| What Women Want (Ce-și doresc femeile) | Nancy Meyers                                 | Mel Gibson, Helen Hunt, Marisa Tomei                                              | Statele Unite ale Americii                                                                             | de dragoste fantastic comedie                  |
| 2001 |                                              |                                                                                   | |                                                |
| Black Knight (Cavalerul negru) | Gil Junger                                   | Martin Lawrence, Tom Wilkinson, Marsha Thomason                                   | Statele Unite ale Americii                                                                             | istoric fantastic comedie                      |
| Claire | Milford Thomas                               | Toniet Gallego, Mish P. DeLight, James Ferguson                                   | Statele Unite ale Americii                                                                             |                                                |
| Donnie Darko | Richard Kelly                                | Jake Gyllenhaal, Jena Malone, Mary McDonnell                                      | Statele Unite ale Americii                                                                             | fantastic thriller                             |
| Down to Earth (Din nou pe pământ) | Chris Weitz                                  | Chris Rock, Eugene Levy, Chazz Palminteri                                         | Statele Unite ale Americii                                                                             | Bangsian fantastic comedie                     |
| Final Fantasy: The Spirits Within (Final Fantasy: Spiritele ascunse) | Hironobu Sakaguchi                           | Ming-Na, Alec Baldwin, Ving Rhames                                                | Japonia · Statele Unite ale Americii                                                                   | animație science fiction fantastic             |
| Harry Potter and the Philosopher's Stone (Harry Potter și Piatra Filozofală) | Chris Columbus                               | Daniel Radcliffe, Emma Watson, Rupert Grint                                       | Regatul Unit al Marii Britanii și al Irlandei de Nord · Statele Unite ale Americii                     | fantastic de aventură                          |
| The Hexer (Wiedzmin) | Marek Brodski                                | Michal Zebrowski, Zbigniew Zamachowski, Maciej Kozlowski                          | Polonia                                                                                                |                                                |
| Jack and the Beanstalk: The Real Story (Jack și vrejul de fasole) | Brian Henson                                 | Matthew Modine, Vanessa Redgrave, Mia Sara                                        | Statele Unite ale Americii                                                                             | istoric fantastic de aventură                  |
| Just Visiting (Les Visiteurs en Amérique) (Vizitatorii în America) | Jean-Marie Poiré                             | Christina Applegate, Jean Reno, Christian Clavier                                 | Statele Unite ale Americii                                                                             | fantastic comedie                              |
| Kate and Leopold (Kate și Leopold) | James Mangold                                | Meg Ryan, Hugh Jackman, Liev Schreiber                                            | Statele Unite ale Americii                                                                             | de dragoste fantastic comedie                  |
| Lara Croft: Tomb Raider | Simon West                                   | Angelina Jolie, Jon Voight, Noah Taylor                                           | Statele Unite ale Americii                                                                             | fantastic de aventură                          |
| Shu shan zheng zhuan (Legenda luptătorilor Zu) | Tsui Hark                                    | Zhang Ziyi, Cecilia Cheung, Kelly Lin                                             | Hong Kong · Republica Populară Chineză                                                                 |                                                |
| The Lord of the Rings: The Fellowship of the Ring (Stăpânul Inelelor: Frăția Inelului)                                                                                           | Peter Jackson                                | Elijah Wood, Ian McKellen, Ian Holm, Viggo Mortensen                              | Statele Unite ale Americii · Noua Zeelandă                                                             | Epic fantastic                                 |
| The Lost Empire | Peter MacDonald                              | Thomas Gibson, Ling Bai, Russell Wong                                             | Statele Unite ale Americii                                                                             |                                                |
| Monkeybone | Henry Selick                                 | Brendan Fraser, Bridget Fonda, Whoopi Goldberg                                    | Statele Unite ale Americii                                                                             | Bangsian fantastic comedie                     |
| Monsters, Inc. | Peter Docter, Lee Unkrich, David Silverman   |                                                                                   | Statele Unite ale Americii                                                                             | animație fantastic comedie                     |
| The Mummy Returns (Compania Monștrilor) | Stephen Sommers                              | Brendan Fraser, Rachel Weisz, Arnold Vosloo                                       | Statele Unite ale Americii                                                                             | fantastic de aventură/horror                   |
| Pokémon 3: The Movie | Kunihiko Yuyama, Michael Haigney             |                                                                                   | Japonia                                                                                                | Anime film                                     |
| Shrek | Andrew Adamson, Vicky Jenson                 |                                                                                   | Statele Unite ale Americii                                                                             | animație fantastic comedie                     |
| Sen to Chihiro no kamikakushi (Călătoria lui Chihiro) | Hayao Miyazaki                               |                                                                                   | Japonia                                                                                                | Anime film                                     |
| Voyage of the Unicorn (Călătorie în lumea legendelor) | Philip Spink                                 | Beau Bridges                                                                      | Statele Unite ale Americii                                                                             | fantastic de aventură                          |
| 2002 |                                              |                                                                                   | |                                                |
| Blade II | Guillermo del Toro                           | Wesley Snipes, Kris Kristofferson, Ron Perlman                                    | Statele Unite ale Americii                                                                             | film cu supereroi/fantastic horror             |
| The Cat Returns | Hiroyuki Morita                              |                                                                                   | Japonia                                                                                                | Anime film                                     |
| Dinotopia | Marco Brambilla                              | Tyron Leitso, David Thewlis, Wentworth Miller                                     | Statele Unite ale Americii                                                                             | Science fiction fantastic de aventură          |
| Dracula, Pages From a Virgin's Diary | Guy Maddin                                   | Zhang Wei-Qiang, Tara Birtwhistle, David Moroni                                   | Canada                                                                                                 | fantastic horror                               |
| Harry Potter and the Chamber of Secrets | Chris Columbus                               | Daniel Radcliffe, Rupert Grint, Emma Watson                                       | Regatul Unit al Marii Britanii și al Irlandei de Nord · Statele Unite ale Americii                     | fantastic de aventură                          |
| Hero | Zhang Yimou                                  | Jet Li, Tony Leung, Maggie Cheung                                                 | Republica Populară Chineză · Hong Kong                                                                 | istoric Wuxia fantastic                        |
| The Hot Chick | Tom Brady                                    | Rob Schneider, Anna Faris, Matthew Lawrence                                       | Statele Unite ale Americii                                                                             | fantastic comedie                              |
| The Lord of the Rings: The Two Towers | Peter Jackson                                | Elijah Wood, Ian McKellen, Liv Tyler                                              | Noua Zeelandă · Statele Unite ale Americii                                                             | Epic fantastic                                 |
| Pinocchio | Roberto Benigni                              | Roberto Benigni, Nicoletta Braschi, Kim Rossi Stuart                              | Italia                                                                                                 | fantastic comedie                              |
| Pokémon 4Ever | Kunihiko Yuyama, Michael Haigney, Jim Malone |                                                                                   | Japonia                                                                                                | Anime film                                     |
| Reign of Fire | Rob Bowman                                   | Christian Bale, Matthew McConaughey, Izabella Scorupco                            | Statele Unite ale Americii                                                                             | Science fiction fantastic                      |
| Return to Never Land | Robin Budd, Donovan Cook                     |                                                                                   | Statele Unite ale Americii                                                                             | animație fantastic de aventură                 |
| The Santa Clause 2 | Michael Lembeck                              | Tim Allen, Elizabeth Mitchell, David Krumholtz                                    | Statele Unite ale Americii                                                                             | fantastic comedie                              |
| Scooby-Doo | Raja Gosnell                                 | Freddie Prinze, Jr., Sarah Michelle Gellar, Matthew Lillard, Linda Cardellini     | Statele Unite ale Americii                                                                             | fantastic comedie/horror                       |
| The Scorpion King | Chuck Russell                                | The Rock, Steven Brand, Michael Clarke Duncan                                     | Statele Unite ale Americii                                                                             | istoric fantastic                              |
| Snow Queen | David Wu                                     | Bridget Fonda, Jeremy Guilbaut, Chelsea Hobbs                                     | Statele Unite ale Americii                                                                             |                                                |
| Spider-Man | Sam Raimi                                    | Tobey Maguire, Willem Dafoe, Kirsten Dunst                                        | Statele Unite ale Americii                                                                             | film cu supereroi                              |
| Tuck Everlasting | Jay W. Russell                               | Alexis Bledel, William Hurt, Sissy Spacek                                         | Statele Unite ale Americii                                                                             | de dragoste fantastic drama                    |
| 2003 |                                              |                                                                                   | |                                                |
| Big Fish | Tim Burton                                   | Ewan McGregor, Albert Finney, Billy Crudup                                        | Statele Unite ale Americii                                                                             | fantastic comedie/drama                        |
| Bruce Almighty | Tom Shadyac                                  | Jim Carrey, Jennifer Aniston, Morgan Freeman                                      | Statele Unite ale Americii                                                                             | fantastic comedie                              |
| Dr. Seuss' The Cat in the Hat | Bo Welch                                     | Mike Myers, Alec Baldwin, Kelly Preston                                           | Statele Unite ale Americii                                                                             | fantastic comedie                              |
| Elf | Jon Favreau                                  | Will Ferrell, Ed Asner, James Caan                                                | Statele Unite ale Americii                                                                             | fantastic comedie                              |
| Freaky Friday (Vinerea trăsnită) | Mark Waters                                  | Jamie Lee Curtis, Lindsay Lohan, Mark Harmon                                      | Statele Unite ale Americii                                                                             | fantastic comedie                              |
| The Haunted Mansion (Casa bântuită) | Rob Minkoff                                  | Eddie Murphy, Terence Stamp, Wallace Shawn                                        | Statele Unite ale Americii                                                                             | fantastic comedie/horror                       |
| Lara Croft Tomb Raider: The Cradle of Life (Lara Croft Tomb Raider: Leagănul Vieții)                                                                                             | Jan de Bont                                  | Angelina Jolie, Gerard Butler, Ciarán Hinds                                       | Statele Unite ale Americii                                                                             | fantastic de aventură                          |
| The Lord of the Rings: The Return of the King (Stăpânul Inelelor: Întoarcerea Regelui (film)Stăpânul Inelelor: Întoarcerea Regelui (film)Stăpânul Inelelor: Întoarcerea Regelui) | Peter Jackson                                | Elijah Wood, Ian McKellen, Viggo Mortensen                                        | Statele Unite ale Americii · Noua Zeelandă                                                             | Epic fantastic                                 |
| The Medallion | Gordon Chan                                  | Jackie Chan, Lee Evans, Claire Forlani                                            | Hong Kong · Statele Unite ale Americii                                                                 | fantastic action/comedie                       |
| Northfork | Mark Polish, Michael Polish                  | James Woods, Nick Nolte, Claire Forlani                                           | Statele Unite ale Americii                                                                             |                                                |
| Peter Pan | P.J. Hogan                                   | Jason Isaacs, Jeremy Sumpter, Rachel Hurd-Wood                                    | Statele Unite ale Americii                                                                             | fantastic de aventură                          |
| Pirates of the Caribbean: The Curse of the Black Pearl (Pirații din Caraibe: Blestemul Perlei Negre)                                                                             | Gore Verbinski                               | Johnny Depp, Geoffrey Rush, Orlando Bloom, Keira Knightley                        | Statele Unite ale Americii                                                                             | istoric fantastic de aventură                  |
| Pokémon Heroes | Kunihiko Yuyama, Jim Malone                  |                                                                                   | Statele Unite ale Americii · Japonia                                                                   | Anime film                                     |
| Sinbad: Legend of the Seven Seas | Tim Johnson, Patrick Gilmore                 |                                                                                   | Statele Unite ale Americii                                                                             | animație istoric fantastic de aventură         |
| Underworld | Len Wiseman                                  | Kate Beckinsale, Scott Speedman, Michael Sheen                                    | Statele Unite ale Americii                                                                             | fantastic horror                               |
| A Wrinkle in Time (film) | John Kent Harrison                           | Katie Stuart, Gregory Smith, David Dorfman                                        | Statele Unite ale Americii                                                                             | fantastic de aventură                          |
| 2004 |                                              |                                                                                   | |                                                |
| Blade: Trinity | David S. Goyer                               | Wesley Snipes, Ryan Reynolds, Jessica Biel                                        | Statele Unite ale Americii                                                                             | film cu supereroi/fantastic horror             |
| Earthsea | Robert Lieberman                             | Shawn Ashmore, Kristin Kreuk, Isabella Rossellini, Danny Glover                   | Statele Unite ale Americii                                                                             | Epic fantastic                                 |
| Dark Kingdom: The Dragon King | Uli Edel                                     | Benno Fürmann, Kristanna Loken                                                    | Germania · Italia · Regatul Unit al Marii Britanii și al Irlandei de Nord · Statele Unite ale Americii | istoric fantastic                              |
| Ella Enchanted | Tommy O'Haver                                | Anne Hathaway, Hugh Dancy, Cary Elwes                                             | Statele Unite ale Americii                                                                             | de dragoste fantastic comedie                  |
| George and the Dragon | Tom Reeve                                    | James Purefoy, Piper Perabo, Patrick Swayze                                       | Statele Unite ale Americii                                                                             |                                                |
| Harry Potter and the Prisoner of Azkaban | Alfonso Cuarón                               | Daniel Radcliffe, Rupert Grint, Emma Watson                                       | Regatul Unit al Marii Britanii și al Irlandei de Nord · Statele Unite ale Americii                     | fantastic de aventură                          |
| Hellboy | Guillermo del Toro                           | Ron Perlman, John Hurt, Selma Blair                                               | Statele Unite ale Americii                                                                             | film cu supereroi                              |
| House of Flying Daggers | Zhang Yimou                                  | Andy Lau, Takeshi Kaneshiro, Zhang Ziyi                                           | Republica Populară Chineză · Hong Kong                                                                 | istoric Wuxia fantastic                        |
| Howl's Moving Castle | Hayao Miyazaki                               |                                                                                   | Japonia                                                                                                | Anime film                                     |
| If Only | Gil Junger                                   | Jennifer Love Hewitt, Paul Nicholls                                               | Statele Unite ale Americii                                                                             |                                                |
| Kamikaze Girls | Tetsuya Nakashima                            | Kyoko Fukada, Anna Tsuchiya                                                       | Japonia                                                                                                |                                                |
| Night Watch | Timur Bekmambetov                            | Konstantin Khabensky, Vladimir Menshov, Valery Zolotukhin                         | Rusia                                                                                                  | fantastic horror                               |
| The Polar Express | Robert Zemeckis                              | Tom Hanks, Nona Gaye, Peter Scolari                                               | Statele Unite ale Americii                                                                             | animație fantastic drama                       |
| Red Riding Hood | Randal Kleiser                               | Daniel Roebuck, Joey Fatone, Debi Mazar                                           | Statele Unite ale Americii                                                                             |                                                |
| Scooby-Doo 2: Monsters Unleashed | Raja Gosnell                                 | Freddie Prinze, Jr., Sarah Michelle Gellar, Matthew Lillard, Linda Cardellini     | Statele Unite ale Americii                                                                             | fantastic comedie/horror                       |
| Shrek 2 | Andrew Adamson, Conrad Vernon, Kelly Asbury  |                                                                                   | Statele Unite ale Americii                                                                             | animație fantastic comedie                     |
| Spider-Man 2 | Sam Raimi                                    | Tobey Maguire, Kirsten Dunst, James Franco                                        | Statele Unite ale Americii                                                                             | film cu supereroi                              |
| Steamboy | Katsuhiro Otomo                              |                                                                                   | Japonia                                                                                                | Anime film                                     |
| Strings | Anders Ronnow Klarlund                       | Ian Hart, Catherine McCormack, Julian Glover                                      | Suedia · Danemarca · Regatul Unit al Marii Britanii și al Irlandei de Nord                             |                                                |
| Touch of Pink | Ian Iqbal Rashid                             | Jimi Mistry, Kyle MacLachlan, Kristen Holden-Ried                                 | Canada                                                                                                 |                                                |
| Van Helsing | Stephen Sommers                              | Hugh Jackman, Kate Beckinsale, Richard Roxburgh                                   | Statele Unite ale Americii                                                                             | fantastic horror                               |
| Yu-Gi-Oh! The Movie: Pyramid of Light | Hatsuki Tsuji                                |                                                                                   | Japonia                                                                                                | Anime film                                     |
| 2005 |                                              |                                                                                   | |                                                |
| The de aventurăs of Sharkboy and Lavagirl in 3-D | Robert Rodriguez                             | Taylor Lautner, Taylor Dooley, Cayden Boyd                                        | Statele Unite ale Americii                                                                             | Superhero comedie                              |
| Batman Begins | Christopher Nolan                            | Christian Bale, Michael Caine, Liam Neeson                                        | Statele Unite ale Americii                                                                             | film cu supereroi                              |
| Bewitched | Nora Ephron                                  | Nicole Kidman, Will Ferrell, Shirley MacLaine                                     | Statele Unite ale Americii                                                                             | fantastic comedie                              |
| The Brothers Grimm | Terry Gilliam                                | Matt Damon, Heath Ledger, Jonathan Pryce                                          | Statele Unite ale Americii · Regatul Unit al Marii Britanii și al Irlandei de Nord                     | Period fantastic de aventură                   |
| Bug Me Not! | Chi-Leung Law                                | Isabella Leong, Polin Chen, Gillian Chung                                         | Hong Kong                                                                                              |                                                |
| Charlie and the Chocolate Factory | Tim Burton                                   | Johnny Depp, Freddie Highmore, David Kelly                                        | Statele Unite ale Americii                                                                             | fantastic comedie                              |
| A Chinese Tall Story | Jeffrey Lau                                  | Nicholas Tse, Charlene Choi, Fan Bingbing                                         | Hong Kong                                                                                              |                                                |
| The Chronicles of Narnia: The Lion, the Witch and the Wardrobe | Andrew Adamson                               | Georgie Henley, Skandar Keynes, William Moseley                                   | Regatul Unit al Marii Britanii și al Irlandei de Nord · Statele Unite ale Americii                     | Epic fantastic                                 |
| Corpse Bride | Tim Burton, Mike Johnson                     |                                                                                   | Statele Unite ale Americii · Regatul Unit al Marii Britanii și al Irlandei de Nord                     | animație Bangsian fantastic comedie            |
| Dungeons & Dragons: Wrath of the Dragon God (Răzbunarea Dragonului Negru) | Gerry Lively                                 | Mark Dymond, Clemency Burton-Hill, Bruce Payne                                    | Statele Unite ale Americii                                                                             | istoric fantastic de aventură                  |
| The Great Yokai War | Takashi Miike                                | Kiyoshiro Imawano, Mai Takahashi, Sadawo Abe                                      | Japonia                                                                                                |                                                |
| Harry Potter and the Goblet of Fire | Mike Newell                                  | Daniel Radcliffe, Rupert Grint, Emma Watson                                       | Regatul Unit al Marii Britanii și al Irlandei de Nord · Statele Unite ale Americii                     | fantastic de aventură                          |
| Hercules | Roger Young                                  | Paul Telfer, Sean Astin, Leelee Sobieski                                          | Statele Unite ale Americii                                                                             | Mythological fantastic                         |
| MirrorMask | Dave McKean                                  | Jason Barry, Rob Brydon, Stephanie Leonidas, Gina McKee                           | Statele Unite ale Americii                                                                             |                                                |
| Nanny McPhee | Kirk Jones                                   | Emma Thompson, Colin Firth, Angela Lansbury                                       | Statele Unite ale Americii · Regatul Unit al Marii Britanii și al Irlandei de Nord                     | Period fantastic comedie                       |
| The Promise | Chen Kaige                                   | Hiroyuki Sanada, Jang Dong-gun, Cecilia Cheung                                    | Statele Unite ale Americii · Republica Populară Chineză                                                |                                                |
| Sky High | Mike Mitchell                                | Michael Angarano, Kurt Russell, Kelly Preston                                     | Statele Unite ale Americii                                                                             | Superhero comedie                              |
| Son of the Mask | Lawrence Guterman                            | Jamie Kennedy, Alan Cumming, Liam Falconer                                        | Statele Unite ale Americii                                                                             | film cu supereroi                              |
| Zathura | Jon Favreau                                  | Kristen Stewart, Josh Hutcherson, Dax Shepard                                     | Statele Unite ale Americii                                                                             | Science fiction fantastic comedie              |
| 2006 |                                              |                                                                                   | |                                                |
| Aquamarine | Elizabeth Allen                              | Sara Paxton, Jake McDorman, Arielle Kebbel                                        | Statele Unite ale Americii · Australia                                                                 | fantastic comedie                              |
| Arthur and the Minimoys | Luc Besson                                   |                                                                                   | Franța                                                                                                 | animație fantastic de aventură                 |
| Azur & Asmar: The Princes' Quest | Michel Ocelot                                | Cyril Mourali, Karim M'Riba, Hiam Abbass, Patrick Timsit                          | Franța                                                                                                 | animație fantastic de aventură                 |
| Beowulf & Grendel | Sturla Gunnarsson                            | Gerard Butler, Stellan Skarsgård, Sarah Polley                                    | Islanda · Regatul Unit al Marii Britanii și al Irlandei de Nord · Canada                               | fantastic horror                               |
| Click | Frank Coraci                                 | Adam Sandler, Kate Beckinsale, Christopher Walken                                 | Statele Unite ale Americii                                                                             | fantastic comedie                              |
| Day Watch | Timur Bekmambetov                            | Konstantin Khabensky, Maria Poroshina, Vladimir Menshov                           | Rusia                                                                                                  | fantastic horror                               |
| Eragon | Stefen Fangmeier                             | Jeremy Irons, Ed Speleers, John Malkovich                                         | Statele Unite ale Americii                                                                             | Epic fantastic                                 |
| The Fall | Tarsem Singh                                 | Lee Pace, Catinca Untaru, Justine Waddell                                         | Regatul Unit al Marii Britanii și al Irlandei de Nord · India · Statele Unite ale Americii             | fantastic drama                                |
| The Illusionist | Neil Burger                                  | Edward Norton, Paul Giamatti, Jessica Biel, Rufus Sewell                          | Statele Unite ale Americii · Cehia                                                                     | Period fantastic thriller                      |
| Jade Warrior | Tommi Eronen                                 | Zhang Jingchu, Krista Kosonen, Markku Peltola,                                    | Finlanda · Republica Populară Chineză                                                                  | istoric Wuxia fantastic                        |
| Lady in the Water | M. Night Shyamalan                           | Paul Giamatti, Bryce Dallas Howard, Jeffrey Wright                                | Statele Unite ale Americii                                                                             | fantastic thriller                             |
| The Lake House | Alejandro Agresti                            | Keanu Reeves, Sandra Bullock, Dylan Walsh                                         | Statele Unite ale Americii                                                                             | de dragoste fantastic drama                    |
| My Super Ex-Girlfriend | Ivan Reitman                                 | Uma Thurman, Luke Wilson, Anna Faris                                              | Statele Unite ale Americii                                                                             | Superhero comedie                              |
| Night at the Museum | Shawn Levy                                   | Ben Stiller, Carla Gugino, Dick Van Dyke                                          | Statele Unite ale Americii                                                                             | fantastic comedie                              |
| Pan's Labyrinth | Guillermo del Toro                           | Ariadna Gil, Ivana Baquero, Sergi López                                           | Mexic                                                                                                  | Period fantastic thriller                      |
| Penelope | Mark Palansky                                | Christina Ricci, James McAvoy, Catherine O'Hara                                   | Statele Unite ale Americii · Regatul Unit al Marii Britanii și al Irlandei de Nord                     | de dragoste fantastic comedie                  |
| Pirates of the Caribbean: Dead Man's Chest | Gore Verbinski                               | Johnny Depp, Orlando Bloom, Keira Knightley, Jack Davenport                       | Statele Unite ale Americii                                                                             | istoric fantastic de aventură                  |
| The Prestige | Christopher Nolan                            | Hugh Jackman, Christian Bale, Michael Caine, Scarlett Johansson                   | Statele Unite ale Americii · Regatul Unit al Marii Britanii și al Irlandei de Nord                     | Period fantastic thriller                      |
| The Restless | Cho Dong-Oh                                  | Heo Joon-Ho, Kim Tae-Hee, Jung Woo-Sung                                           | Coreea de Sud · Republica Populară Chineză                                                             |                                                |
| The Shaggy Dog | Brian Robbins                                | Tim Allen, Robert Downey, Jr., Kristin Davis                                      | Statele Unite ale Americii                                                                             | fantastic comedie                              |
| The Santa Clause 3: The Escape Clause | Michael Lembeck                              | Tim Allen, Elizabeth Mitchell, Judge Reinhold                                     | Statele Unite ale Americii                                                                             | fantastic comedie                              |
| Stranger Than Fiction | Marc Forster                                 | Will Ferrell, Maggie Gyllenhaal, Dustin Hoffman                                   | Statele Unite ale Americii                                                                             | de dragoste fantastic comedie                  |
| Superman Returns | Bryan Singer                                 | Brandon Routh, Kevin Spacey, Kate Bosworth                                        | Statele Unite ale Americii                                                                             | film cu supereroi                              |
| Tales from Earthsea | Goro Miyazaki                                |                                                                                   | Japonia                                                                                                | Anime film                                     |
| Ten Nights of Dreams | Various regizor                              |                                                                                   | Japonia                                                                                                |                                                |
| Underworld: Evolution | Len Wiseman                                  | Kate Beckinsale, Scott Speedman, Tony Curran                                      | Statele Unite ale Americii                                                                             | fantastic horror                               |
| Wristcutters: A Love Story | Goran Dukić                                  | Patrick Fugit, Shannyn Sossamon, Shea Whigham                                     | Statele Unite ale Americii                                                                             | de dragoste supranatural fantastic             |
| Zoom | Peter Hewitt                                 | Tim Allen, Courteney Cox Arquette, Chevy Chase                                    | Statele Unite ale Americii                                                                             | Superhero comedie                              |
| 2007 |                                              |                                                                                   | |                                                |
| 300 | Zack Snyder                                  | Gerard Butler, Lena Headey, Dominic West                                          | Statele Unite ale Americii                                                                             | istoric fantastic                              |
| Beowulf | Robert Zemeckis                              | Ray Winstone, John Malkovich, Robin Wright Penn                                   | Statele Unite ale Americii                                                                             | animație istoric fantastic                     |
| Bridge to Terabithia | Gabor Csupo                                  | Josh Hutcherson, AnnaSophia Robb, Zooey Deschanel                                 | Statele Unite ale Americii                                                                             | fantastic de aventură                          |
| Dororo | Akihiko Shiota                               | Satoshi Tsumabuki, Kou Shibasaki                                                  | Japonia                                                                                                |                                                |
| Enchanted | Kevin Lima                                   | Amy Adams, Patrick Dempsey, James Marsden                                         | Statele Unite ale Americii                                                                             | de dragoste fantastic comedie                  |
| Evan Almighty | Tom Shadyac                                  | Steve Carell, Morgan Freeman, Lauren Graham                                       | Statele Unite ale Americii                                                                             | fantastic comedie                              |
| Fred Claus | David Dobkin                                 | Vince Vaughn, Paul Giamatti, John Michael Higgins                                 | Statele Unite ale Americii                                                                             | fantastic comedie                              |
| Ghost Rider | Mark Steven Johnson                          | Nicolas Cage, Eva Mendes, Wes Bentley                                             | Statele Unite ale Americii                                                                             | film cu supereroi                              |
| The Golden Compass | Chris Weitz                                  | Nicole Kidman, Dakota Blue Richards, Daniel Craig                                 | Statele Unite ale Americii                                                                             | fantastic de aventură                          |
| Happily N'Ever After | Paul J. Bolger                               |                                                                                   | Germania · Statele Unite ale Americii                                                                  | animație/fantastic comedie                     |
| Harry Potter and the Order of the Phoenix | David Yates                                  | Daniel Radcliffe, Rupert Grint, Emma Watson                                       | Regatul Unit al Marii Britanii și al Irlandei de Nord · Statele Unite ale Americii                     | fantastic de aventură                          |
| Hogfather | Vadim Jean                                   | David Jason, Marc Warren, Michelle Dockery                                        | Statele Unite ale Americii                                                                             |                                                |
| In the Name of the King: A Dungeon Siege Tale | Uwe Boll                                     | Jason Statham, Leelee Sobieski, John Rhys-Davies                                  | Canada · Statele Unite ale Americii                                                                    | istoric fantastic                              |
| Mr. Magorium's Wonder Emporium | Zach Helm                                    | Dustin Hoffman, Natalie Portman, Jason Bateman                                    | Statele Unite ale Americii                                                                             | fantastic comedie                              |
| Pirates of the Caribbean: At World's End | Gore Verbinski                               | Johnny Depp, Geoffrey Rush, Keira Knightley, Orlando Bloom                        | Statele Unite ale Americii                                                                             | istoric fantastic de aventură                  |
| The Seeker | David Cunningham                             | Alexander Ludwig, Christopher Eccleston, Ian McShane                              | Statele Unite ale Americii                                                                             | fantastic de aventură                          |
| Sex and Death 101 | Daniel Waters                                | Simon Baker, Winona Ryder, Patton Oswalt                                          | Statele Unite ale Americii                                                                             |                                                |
| Shrek the Third | Chris Miller                                 |                                                                                   | Statele Unite ale Americii                                                                             | animație fantastic comedie                     |
| Slipstream | Anthony Hopkins                              | Anthony Hopkins, Stella Arroyave, Christian Slater                                | Statele Unite ale Americii                                                                             | de dragoste fantastic                          |
| Spider-Man 3 | Sam Raimi                                    | Tobey Maguire, Kirsten Dunst, James Franco, Thomas Haden Church                   | Statele Unite ale Americii                                                                             | film cu supereroi                              |
| Stardust | Matthew Vaughn                               | Claire Danes, Michelle Pfeiffer, Robert De Niro                                   | Statele Unite ale Americii                                                                             | Period fantastic comedie                       |
| Tin Man | Nick Willing                                 | Zooey Deschanel, Alan Cumming, Neal McDonough, Raoul Trujillo                     | Statele Unite ale Americii                                                                             | fantastic de aventură                          |
| TMNT | Kevin Munroe                                 |                                                                                   | Republica Populară Chineză · Statele Unite ale Americii                                                | animație film cu supereroi                     |
| The Water Horse: Legend of the Deep | Jay W. Russell                               | Emily Watson, Alex Etel, David Morrissey                                          | Statele Unite ale Americii                                                                             | Period fantastic de aventură                   |
| 2008 |                                              |                                                                                   | |                                                |
| A Beautiful Daze | Abdul Mannan, Darren Bougard                 | George Binning, Darren Bougard, Monica Brown, Robert Cummings                     | Regatul Unit al Marii Britanii și al Irlandei de Nord                                                  |                                                |
| Ba'al: The Storm God | Paul Ziller                                  | Jeremy London, Stefanie von Pfetten, Scott Hylands                                | Statele Unite ale Americii · Canada                                                                    | fantastic de aventură                          |
| Bedtime Stories | Adam Shankman                                | Adam Sandler, Guy Pearce, Keri Russell                                            | Statele Unite ale Americii                                                                             | fantastic comedie                              |
| The Chronicles of Narnia: Prince Caspian | Andrew Adamson                               | Ben Barnes, Skandar Keynes, Georgie Henley                                        | Statele Unite ale Americii · Regatul Unit al Marii Britanii și al Irlandei de Nord                     | Epic fantastic                                 |
| City of Ember | Gil Kenan                                    | David Ryall, Ian McElhinney, Harry Treadaway                                      | Statele Unite ale Americii                                                                             | Science fiction fantastic                      |
| The Curious Case of Benjamin Button | David Fincher                                | Brad Pitt, Cate Blanchett, Tilda Swinton                                          | Statele Unite ale Americii                                                                             | de dragoste fantastic drama                    |
| The Dark Knight | Christopher Nolan                            | Christian Bale, Michael Caine, Heath Ledger                                       | Statele Unite ale Americii                                                                             | film cu supereroi                              |
| Dasavathaaram | K. S. Ravikumar                              | Kamal Haasan, Asin Thottumkal, Mallika Sherawat                                   | India                                                                                                  | fantastic de aventură                          |
| Delgo | Marc F. Adler, Jason Maurer                  |                                                                                   | Statele Unite ale Americii                                                                             | animație fantastic comedie                     |
| Dr. Seuss' Horton Hears a Who | Jimmy Hayward, Steve Martino                 |                                                                                   | Statele Unite ale Americii                                                                             | animație fantastic comedie                     |
| The Forbidden Kingdom | Rob Minkoff                                  | Michael Angarano, Jackie Chan, Jet Li                                             | Statele Unite ale Americii · Republica Populară Chineză                                                | fantastic comedie                              |
| Ghost Town | David Koepp                                  | Ricky Gervais, Téa Leoni, Greg Kinnear                                            | Statele Unite ale Americii                                                                             | supranatural fantastic comedie                 |
| Hancock | Peter Berg                                   | Will Smith, Charlize Theron, Jason Bateman                                        | Statele Unite ale Americii                                                                             | film cu supereroi                              |
| Hellboy II: The Golden Army | Guillermo del Toro                           | Ron Perlman, Doug Jones, Selma Blair                                              | Statele Unite ale Americii                                                                             | film cu supereroi                              |
| Journey to the Center of the Earth 3-D | Eric Brevig                                  | Brendan Fraser, Josh Hutcherson, Anita Briem                                      | Statele Unite ale Americii                                                                             | Science fiction fantastic de aventură          |
| Krabat | Marco Kreuzpaintner                          | David Kross, Daniel Brühl, Christian Redl                                         | Germania                                                                                               |                                                |
| Kung Fu Panda | Mark Osborne, John Stevenson                 |                                                                                   | Statele Unite ale Americii                                                                             | animație fantastic comedie                     |
| The Mummy: Tomb of the Dragon Emperor | Rob Cohen                                    | Brendan Fraser, Jet Li, Michelle Yeoh                                             | Statele Unite ale Americii                                                                             | fantastic de aventură/horror                   |
| The Other Side of the Tracks | A.D. Calvo                                   | Brendan Fehr, Chad Lindberg, Tania Raymonde                                       | Statele Unite ale Americii                                                                             | supranatural fantastic drama                   |
| Over Her Dead Body | Jeff Lowell                                  | Eva Longoria, Paul Rudd, Lake Bell                                                | Statele Unite ale Americii                                                                             | de dragoste supranatural fantastic comedie     |
| The Pirates Who Don't Do Anything: A VeggieTales Movie | Mike Nawrocki                                |                                                                                   | Statele Unite ale Americii                                                                             | animație fantastic comedie                     |
| Ponyo on the Cliff by the Sea | Hayao Miyazaki                               |                                                                                   | Japonia                                                                                                | Anime film                                     |
| The Secret of Moonacre | Gabor Csupo                                  | Ioan Gruffudd, Tim Curry, Natascha McElhone                                       | Ungaria · Franța · Statele Unite ale Americii · Regatul Unit al Marii Britanii și al Irlandei de Nord  |                                                |
| The Spiderwick Chronicles | Mark Waters                                  | Freddie Highmore, Sarah Bolger, David Strathairn                                  | Statele Unite ale Americii                                                                             | fantastic de aventură                          |
| Spike | Robert Beaucage                              | Edward Gusts, Sarah Livingston Evans, Anna-Marie Wayne                            | Statele Unite ale Americii                                                                             |                                                |
| The Tale of Despereaux | Robert Stevenhagen, Sam Fell                 |                                                                                   | Statele Unite ale Americii                                                                             | animație fantastic de aventură                 |
| Tinker Bell | Bradley Raymond                              | Mae Whitman, Kristin Chenoweth, Raven-Symoné                                      | Statele Unite ale Americii                                                                             | animație fantastic de aventură                 |
| Twilight | Catherine Hardwicke                          | Kristen Stewart, Robert Pattinson, Peter Facinelli                                | Statele Unite ale Americii                                                                             | de dragoste fantastic horror                   |
| 2009 |                                              |                                                                                   | |                                                |
| 17 Again | Burr Steers                                  | Zac Efron, Leslie Mann, Thomas Lennon                                             | Statele Unite ale Americii                                                                             | fantastic comedie                              |
| Coraline | Henry Selick                                 |                                                                                   | Statele Unite ale Americii                                                                             | animație fantastic thriller                    |
| Disney's A Christmas Carol | Robert Zemeckis                              | Jim Carrey, Gary Oldman, Colin Firth                                              | Statele Unite ale Americii                                                                             | animație supranatural period fantastic comedie |
| Dragonball Evolution | James Wong                                   | Justin Chatwin, James Marsters, Emmy Rossum, Jamie Chung, Joon Park, Chow Yun-fat | Statele Unite ale Americii                                                                             | Bangsian fantastic de aventură                 |
| Ghosts of Girlfriends Past | Mark Waters                                  | Matthew McConaughey, Jennifer Garner, Breckin Meyer                               | Statele Unite ale Americii                                                                             | Bangsian fantastic comedie                     |
| Harry Potter and the Half-Blood Prince | David Yates                                  | Daniel Radcliffe, Rupert Grint, Emma Watson                                       | Regatul Unit al Marii Britanii și al Irlandei de Nord · Statele Unite ale Americii                     | fantastic de aventură                          |
| The Imaginarium of Doctor Parnassus | Terry Gilliam                                | Christopher Plummer, Tom Waits, Heath Ledger                                      | Statele Unite ale Americii                                                                             | supranatural period fantastic                  |
| Ink | Jamin Winans                                 | Christopher Soren Kelly, Quinn Hunchar, Jessica Duffy                             | Statele Unite ale Americii                                                                             | supranatural fantastic Drama                   |
| Inkheart | Iain Softley                                 | Brendan Fraser, Paul Bettany, Jim Broadbent                                       | Statele Unite ale Americii                                                                             | fantastic de aventură                          |
| Knights of Bloodsteel |                                              | Natassia Malthe, Christopher Jacot, Dru Viergever                                 | | istoric fantastic de aventură                  |
| Land of the Lost | Brad Silberling                              | Will Ferrell, Danny McBride, Anna Friel                                           | Statele Unite ale Americii                                                                             | Science fiction fantastic comedie              |
| The Lovely Bones | Peter Jackson                                | Saoirse Ronan, Mark Wahlberg, Rachel Weisz                                        | Statele Unite ale Americii · Noua Zeelandă                                                             | supranatural fantastic                         |
| Night at the Museum: Battle of the Smithsonian | Shawn Levy                                   | Ben Stiller, Amy Adams, Hank Azaria                                               | Statele Unite ale Americii                                                                             | fantastic comedie                              |
| The Princess and the Frog | John Musker, Ron Clements                    |                                                                                   | Statele Unite ale Americii                                                                             | animație fantastic comedie                     |
| The Secret of Kells | Tomm Moore                                   |                                                                                   | Republica Irlanda · Belgia · Franța                                                                    | animație                                       |
| Shorts | Robert Rodriguez                             | James Spader, William H. Macy, Leslie Mann                                        | Statele Unite ale Americii                                                                             | fantastic comedie                              |
| The Twilight Saga: New Moon | Chris Weitz                                  | Robert Pattinson, Kristen Stewart, Taylor Lautner                                 | Statele Unite ale Americii                                                                             | de dragoste fantastic horror                   |
| Under the Mountain | Jonathan King                                | Sam Neill, Oliver Driver, Matthew Chamberlain, Bruce Hopkins                      | Noua Zeelandă                                                                                          | fantastic de aventură                          |
| Underworld: Rise of the Lycans | Patrick Tatopoulos                           | Bill Nighy, Michael Sheen, Rhona Mitra                                            | Statele Unite ale Americii                                                                             | fantastic horror                               |
| Where the Wild Things Are | Spike Jonze                                  | Max Records, Catherine Keener, James Gandolfini                                   | Statele Unite ale Americii                                                                             | fantastic drama                                |